# رابطة الاتحادات الرياضية الدولية المعترف بها من قبل اللجنة الأولمبية الدولية
رابطة الاتحادات الرياضية الدولية المعترف بها من قبل اللجنة الأولمبية الدولية ( ARISF ) هي منظمة غير حكومية وغير ربحية تشكلت من خلال اللجنة الأولمبية الدولية ومعترف بها. أعضاء ARISF هي اتحادات رياضية دولية معترف بها من قبل IOC لكنها لا تتنافس حاليًا في الألعاب الأولمبية الصيفية أو الشتوية. تم تشكيلها في عام 1983. يرأسها رافاييل شيولي، رئيس ARISF. 

## مجلس ARISF
يتألف المجلس من رئيس ونائب رئيس وأمين عام وثلاثة أعضاء من اتحادات رياضية مختلفة.
| تعيين        | اسم              | بلد                          | الاتحاد الرياضي                   |
| ------------ | ---------------- | ---------------------------- | --------------------------------- |
| رئيس         | Raffaele Chiulli | وصلة=\|حدود إيطاليا          | الاتحاد العالمي للقوارب السريعة   |
| نائب الرئيس  | فرناندو أجيري    | وصلة=\|حدود الأرجنتين        | الرابطة الدولية لركوب الأمواج     |
| أمين عام     | ريكاردو فراكاري  | وصلة=\|حدود إيطاليا          | الاتحاد العالمي للبيسبول البيسبول |
| أعضاء المجلس | كيث د. كالكنز    | وصلة=\|حدود الولايات المتحدة | الاتحاد الدولي لكرة المضرب        |
| أعضاء المجلس | مولي رون         | وصلة=\|حدود جامايكا          | الاتحاد الدولي لكرة الشبكة        |
| أعضاء المجلس | آنا أرزانوفا     | وصلة=\|حدود روسيا            | الاتحاد العالمي تحت الماء         |

## الأعضاء
الهيئات الرئاسية الـ 42 أعضاء في ARISF.  يشير p بين التاريخ إلى الاعتراف المؤقت بينما يعني التاريخ وحده الاعتراف الكامل.
- الرياضة - الآتحاد - تاريخ الاعتراف - الموقع الإلكتروني
- الرياضات الجوية - الاتحاد الدولي للطيران (FAI) - FAI.org
- الاتحاد الدولي لكرة القدم الأمريكية لكرة القدم (IFAF) IFAF.org
- سباق السيارات الاتحاد الدولي للسيارات (FIA) p2011 - p2013 FIA.com
- الاتحاد الدولي للباندي (FIB) InternationalBandy.com
- عالم البيسبول والكرة اللينة اتحاد البيسبول البيسبول (WBSC)
- لعبة البلياردو الرياضية [5] الاتحاد العالمي لرياضة البلياردو (WCBS) يوليو 1996 - 5 فبراير 1998 Billiard-WCBS.org
- Boules Confédération Mondiale des Sports de Boules (CMSB) CMSBoules.com [وصلة مميتة دائمة] ؛
- عالم البولينج البولينج (WB) 1979 WorldBowling.org
- الجسر العالمي للجسر (WBF) WorldBridge.org Cheerleading International Cheer Union (ICU) 6 ديسمبر 2016 CheerUnion.org
- الشطرنج الدولي للشابات (FIDE) 1999 FIDE.com
- مجلس الكريكيت الدولي للكريكيت (ICC) 2009 [6] ICC-Cricket.com
- Dance World Sport DanceSport Union (WDSF) 1997 WorldDanceSport.org
- Floorball الاتحاد الدولي للكرة الأرضية (IFF)
- القرص الطائر الاتحاد العالمي للقرص الطائر (WFDF) pMay 2013 - p2 August 2015 WFDF.org
- Ice ice sport الاتحاد الدولي Icestocksport (IFI) IceStockSport.org [رابط نهائي تام]
- الاتحاد العالمي للكاراتيه للكاراتيه (WKF)
- رابطة الكيك بوكسينغ العالمية لمنظمات الكيك بوكسينغ (WAKO) WakoWeb.org [رابط معطل دائم]
- اتحاد Korfball الدولي Korfball (IKF) IKF.org
- اتحاد لاكروس الدولي لاكروس (FIL) Filacrosse.com [رابط دائم الميت]
- الاتحاد الدولي لإنقاذ الحياة (ILSF) ILSF
- رياضة الدراجات النارية Fédération Internationale de Motocyclisme (FIM) p1998 - p2000 FIM-live.com
- تسلق الجبال وتسلق الاتحاد الدولي لجمعيات الألبسة (UIAA) TheUIAA.org
- اتحاد Muaythai الدولي للهواة Muaythai (IFMA) 6 ديسمبر 2016 IFMAMuayThai
- Netball الاتحاد الدولي لرابطات Netball (IFNA) أكتوبر 1993 - p1995 Netball.org
- rienteering International Orienteering Federation (IOF) Orienteering.org
- Pelota Vasca Fédération Internationale de Pelota Vasca (FIPV) FIPV.net
- Pencak Silat الاتحاد الدولي Pencak Silat Persilat-IPSF.org
- اتحاد بولو الدولي للبولو (FIP) FIPPolo.com
- Powerboating Union Internationale Motonautique (UIM) UIMPowerboating.com
- الاتحاد الدولي لكرة المضرب (IRF) InternationalRacquetball.com
- Roller Sports [7] الاتحاد الدولي لرياضات الرولر (FIRS) RollerSports.org
- Sambo Fédération Internationale de Sambo (FIAS) SamboSport.org [رابط مميت دائم]
- الاتحاد الدولي لتسلق الجبال للتزلج (ISMF) ISMF-Ski.org
- التسلق الرياضي الاتحاد الدولي للتسلق الرياضي (IFSC) IFSC-Climbing.org
- الاتحاد العالمي للاسكواش (WSF) WorldSquash.org
- اتحاد السومو الدولي السومو (IFS) AmateurSumo.com
- تصفح الرابطة الدولية لركوب الأمواج (ISA) ISASurf.org
- Tug of War Tug of War الاتحاد الدولي (TWIF) TugOfWar-TWIF.org
- اتحاد الرياضة تحت الماء Mondiale des Activités Subaquatiques (CMAS) CMAS.org
- الجامعة الرياضية الدولية الاتحاد الرياضي الجامعي (FISU) FISU.org
- الاتحاد الدولي للتزلج على الماء والتزلج على الماء (IWWF) IWSF.com
- Wushu International Wushu Federation (IWUF) IWUF.org
- alaitihad aldawliu likurat alqadam al'a

## الأعضاء السابقون
الجولف : الاتحاد الدولي للغولف (IGF) <br/> اتحاد الرجبي : مجلس الرجبي الدولي (IRB)

## جمعية الاتحادات Association of Federations - ارتباط ومرجعية (رابطة الاتحادات الرياضية الدولية المعترف بها من قبل اللجنة الأولمبية الدولية)
من أجل مناقشة المشاكل الشائعة والبت في تقاويم الأحداث الخاصة بهم، شكلت الاتحادات الصيفية، والاتحادات الشتوية والاتحادات المعترف بها جمعيات: رابطة الاتحادات الأولمبية الصيفية الدولية (ASOIF) ، ورابطة اتحادات الرياضات الأولمبية الشتوية الدولية (AIOWF) ، ورابطة الاتحادات الرياضة الدولية المعترف بها من قبل اللجنة الأولمبية الدولية - المعروفة أختصاراً (ARISF) عن العبارة (Association of IOC Recognised International Sports Federations).

## الموقع الرسمي الإلكتروني لهذه الرابطة
https://www.arisf.sport/

## الرابطة تعرف نفسها في موقعها الرسمي الإلكتروني بالآتي
رابطة الاتحادات الرياضية الدولية المعترف بها من قبل اللجنة الاولمبية الدولية (IISF) هي الهيئة العالمية التي تجمع كل الاتحادات الرياضية الدولية المعترف بها من قبل اللجنة الاولمبية الدولية IOC. وهي منظمة غير حكومية وغير ربحية وغير تمييزية تشكلت من خلال اللجنة الأولمبية الدولية ومعترف بها. وتضم الجمعية حاليا 42 اتحادا رياضيا دوليا. تشمل ARISF الاتحادات التالية: الرياضة الجوية، كرة القدم الأمريكية، السيارات، باندي، البيسبول البيسبول، الباسك بيلوتا، بلياردو الرياضة، بولس سبورتس، البولينج، الجسر، التشجيع، الشطرنج، تسلق الجبال، الكريكيت، الرقص الرياضي، كرة الأرض، القرص الطائر، Ice stock Sport ، الكاراتيه، الكيك بوكسينغ، Korfball ، Lacrosse ، إنقاذ الحياة، الدراجات النارية، المواي تاي، Netball ، Orienteering ، بولو، Powerboating ، Racquetball ، Roller Sports ، Sambo ، التزلج على الجبال، رياضة التسلق، الاسكواش، السومو، التزحلق، شد الحرب، تحت الماء، الجامعة الرياضية، Waterski-Wakeboard ، Wushu.، ويمثل ARISF ، من خلال أعضائه، مئات الملايين من الأعضاء الفرديين ومليارات المشجعين في جميع أنحاء العالم.

## من هو رئيس الرابطة حاليا - بطاقته الشخصية كما وردت في الموقع الإلكتروني الرسمي للرابطة
رافائيل شيولي
الملف الشخصي
Raffaele Chiulli هو دكتوراه في العلوم مع مرتبة الشرف من جامعة روما وحصل على تعليم عالي في جامعة Duke (الولايات المتحدة الأمريكية) و INSEAD (فرنسا) و IMD (سويسرا). يتحدث الإنجليزية والفرنسية والإسبانية. الإيطالية هي لغته الأم.
ملخص الملف المهني
زعيم مؤسس مع سجل قوي في التسليم في إدارة المشاريع والرياضة، وتحقيق التخطيط الاستراتيجي، وتطوير الأعمال والنتائج الاقتصادية. خبرة مثبتة في المجالات التجارية والتعاقدية والمالية، مع بناء الفرق وتطوير تحالفات واسعة من الدعم حول المشاريع ذات الفوائد الاجتماعية الملموسة.
قدرة مثبتة في بناء العلاقات وجذب الاستثمار وكسب الدعم على أعلى مستوى مع السلطات الحكومية والمؤسسات الرياضية والشركات متعددة الجنسيات. فهم عميق وقدرة مثبتة في البيئات متعددة الجنسيات والثقافات. قيمة عالية لأخلاقيات العمل المبدئي وريادة الأعمال والتحفيز والمثابرة والولاء.
الخبرة والمواقف الرياضية الدولية
رئيس GAISF (الرابطة العالمية لاتحادات الرياضة الدولية) ، منذ عام 2019.
GAISF هي المنظمة الحاكمة في جميع أنحاء العالم للاتحادات الرياضية الدولية الأولمبية وغير الأولمبية 95 والمنظم للأحداث الرياضية الدولية الكبرى.
رئيس SportAccord منذ عام 2019.
تنظم SportAccord القمة العالمية للرياضة والأعمال، و SportAccord الإقليمية، والمنتدى الدولي لاتحادات الرياضة، وتجمع بين برامج المؤتمرات تحت عنوان المعرض والعديد من فعاليات التواصل.
رئيس ARISF (رابطة الاتحادات الرياضية الدولية المعترف بها) ، منذ 2013.
ARISF هي السلطة العالمية التي أعادت تجميع الاتحادات الرياضية الدولية الـ 42 المعترف بها. رئيس UIM (Union Internationale Motonautique) ، منذ عام 2007.
UIM هو الاتحاد الدولي للقوارب السريعة، وهو الهيئة الحاكمة العالمية لجميع أنشطة القوارب السريعة، المعترف بها بالكامل من قبل اللجنة الأولمبية الدولية.
عضو اللجنة الأولمبية الدولية للرياضة والمجتمع لجنة نشطة، منذ عام 2014.
تلعب الهيئة دوراً هاماً فيما يتعلق بتنفيذ الأجندة الأولمبية لعام 2020.
ملخص العمل والخبرات المهنية
رافائيل شيولي، من بين مسؤوليات أخرى، يشغل حاليًا منصب رئيس مركز التميز للطاقة والبيئة التابع لـ SAFE.
تشمل المهام السابقة مناصب الرئيس التنفيذي في صناعة الطاقة بالإضافة إلى عضوية مجلس الإدارة في شركات الطاقة متعددة الجنسيات ؛ أستاذ في جامعتي روما وبيزا لفئات حول الجوانب الاقتصادية والاستراتيجية المتعلقة بالبحث وإدارة موارد الطاقة ؛ رئيس اللجان الدولية والمحاضر في برامج الماجستير ومؤلف أكثر من خمسين مطبوعة.
الأوسمة والجوائز
فارس الجمهورية الإيطالية من قبل رئيس الجمهورية
وسام Vermillion للتعليم والرياضة، من قبل HSH أمير ألبرت من موناكو
جائزة النجمة الذهبية للرياضة من قبل اللجنة الأولمبية الإيطالية
دبلوم تنمية وترقية الرياضة من قبل رئيس اللجنة الأولمبية الدولية
جائزة يوليوس قيصر، من مدينة روما
دكتوراه فخرية في الرياضة / التربية البدنية، من قبل رئيس جامعة يونغ في كوريا الجنوبية
جائزة José Yánez Ordaz في العلوم والتكنولوجيا والابتكار والبيئة من قبل وزير الرياضة في كوبا

## المهمة
لتوحيد وتشجيع وتمثيل ودعم الاتحادات الرياضية الدولية المعترف بها من قبل اللجنة الأولمبية الدولية في الوصول إلى أهدافها، وتنسيق مصالحها وأهدافها المشتركة مع الحفاظ على استقلاليتها، في بيئة رياضية متغيرة.
لجلب صوت قوي من أعضائها في حوار مع اللجنة الأولمبية الدولية و GAISF من أجل دعم أهدافهم، وتنسيق تبادل المعرفة وخدمة وتثقيف أعضائها بشأن القضايا الحالية للحركة الرياضية الأوسع.

## الأهداف الاستراتيجية
زيادة تحسين العلاقة مع أصحاب المصلحة الرئيسيين للحركة الأولمبية.
زيادة الخدمات المقدمة لأعضاء ARISF ، بالتعاون مع GAISF و IOC ، لمساعدتهم في تحقيق أهدافهم.
تطوير نموذج تشغيل وحوكمة مستدام لتعزيز أفضل الممارسات العالمية بين مجتمع ARISF.

## خطة العمل نحو الأهداف الاستراتيجية
1) زيادة تحسين العلاقة مع أصحاب المصلحة الرئيسيين للحركة الأولمبية.
التعاون وتوضيح عملية الاعتراف مع اللجنة الأولمبية الدولية.
التعاون وتوضيح مسار ARISF Sports نحو الألعاب الأولمبية والألعاب الأولمبية للشباب، إلى جانب اللجنة الأولمبية الدولية.
كن أكثر مشاركة في عملية الاعتراف باللجنة الأولمبية الدولية.
كن أكثر مشاركة في عملية دعم وتمويل التنمية للجنة الأولمبية الدولية.
رفع أهمية اعتراف ARISF IF مع شركات النفط الوطنية (NOC) وهيئاتها الإقليمية.
المشاركة بنشاط في عملية عضوية GAISF.
2) زيادة الخدمات المقدمة لأعضاء ARISF ، بالتعاون مع GAISF و IOC ، لمساعدتهم في تحقيق أهدافهم.
صيانة وتطوير ورشة عمل ARISF-IOC السنوية.
صيانة وتطوير ورشة عمل مكافحة المنشطات.
طرح مواضيع داخل GAISF والتي تعتبر مهمة لأعضاء ARISF ، والتي قد تؤدي إلى مشاريع أو مبادرات GAISF.
دعم تنفيذ مبادرات GAISF.
تسهيل مشاركة ARISF IF's في GAISF وغيرها من الألعاب الرياضية المتعددة.
زيادة الرؤية والمعلومات حول ARISF وأعضائه الرياضية على شبكة الإنترنت وفي وسائل الإعلام الاجتماعية.
مساعدة الأعضاء على إضافة قيمة في أنشطتهم وزيادة قدرتهم على الوصول إلى السوق.
3) تطوير نموذج تشغيل وحوكمة مستدام لتعزيز أفضل الممارسات العالمية بين مجتمع ARISF.
تعلم وتبادل أفضل الممارسات داخل مجتمع ARISF.
تنظيم ورش عمل موجهة لأعضاء ARISF.
التوصية بنماذج وحلول حوكمة قابلة للتطبيق لـ ARISF IF's استنادًا إلى توصيات مسح الحوكمة الرشيدة.
معالجة قضية الاستدامة بين أعضائنا وتطوير أفضل الممارسات في هذا المجال.

## خاتمة
يعيش عالم الرياضة في تغيير مستمر وسيستمر في ذلك. يجب على ARISF مساعدة أعضائه «على إدارة التغيير، قبل أن يديرهم التغيير».

## النظام الأساسي لهذه الرابطة - النسخة المحدثة الاخيرة في نيسان/ أبريل 2017 والنافذة حاليا
بحسب ما متاح من هذا النظام الأساسي لتلك الرابطة على موقعها الرسمي الإلكتروني متاح بالرابط ادناه بطريقة الكتاب الإلكتروني وباللغة الإنكليزية
- https://www.arisf.sport/download/arisf_statutes_as_adopted_at_ga_20170403_aarhus.pdf

## أعضاء مجلس الرابطة
أعضاء مجلس الرابطة على موقعها الرسمي الإلكتروني على الرابط ادناه:
- https://www.arisf.sport/council-members.aspx نسخة محفوظة 9 يونيو 2022 على موقع واي باك مشين.